# 건국대학교 충주병원
건국대학교 충주병원은 충청북도 충주시 교현2동에 있는 종합병원이다.

## 연혁
- 1986년 11월 6일 충주캠퍼스 의과대학 설립 인가
- 1990년 8월 : 충주 신라병원을 인수, 건국대학교 의과대학 부속병원으로 명칭 변경
- 1996년 9월 23일 건국대학교 의료원 발족 / 건국대학교 의료원 충주병원으로 개칭
- 2002년 5월 14일 신관 건물 준공
- 2002년 12월 17일 건국대학교 충주병원으로 개칭
- 2007년 7월 20일 증축공사 완공

## 같이 보기
- 유석창
- 건국대학교병원